# Hackney Diamonds
Hackney Diamonds — двадцать четвёртый в Великобритании и двадцать шестой в США студийный альбом группы The Rolling Stones, релиз которого состоялся 20 октября 2023 года на лейбле Geffen Records.
Альбом включает в себя множество приглашенных звезд (Элтон Джон, Пол Маккартни, Леди Гага, Стиви Уандер) и является первым студийным альбомом с оригинальным материалом группы за последние 18 лет. Это последний альбом группы с участием барабанщика Чарли Уоттса, который умер за два года до этого. Альбом получил премию «Грэмми» в номинации Лучший рок-альбом в 2025 году.

## История создания
Последний раз Rolling Stones выпустили студийный альбом в 2016 году с блюзовым кавер-альбомом Blue & Lonesome, который начинался с нового материала, записанного с Доном Уосом, но не состоялся. Последним альбомом группы с оригинальным материалом был A Bigger Bang в 2005 году, но они продолжали записывать отдельные композиции, например, «Doom and Gloom» и «One More Shot» для сборника GRRR! в 2012 году и сингл 2020 года «Living in a Ghost Town». В 2020 году группа вновь приступила к записи нового альбома, но эта работа была прервана пандемией COVID-19. Студийная работа в 2021 году принесла несколько законченных песен, а дальнейшие записи в конце 2022 — начале 2023 годов с продюсером Эндрю Уоттом включали в себя исполнение Полом Маккартни партии бас-гитары в новой музыке Stones. В июне 2023 года бывший басист Билл Уайман объявил, что впервые за 30 лет записался с группой. Ожидается, что в релиз войдут дополнительные записи с Элтоном Джоном. Эти записи включают сессии 2019 года, на которых была последняя студийная работа Чарли Уоттса и первая студийная работа группы с барабанщиком Стивом Джорданом. Окончательная запись альбома началась в декабре 2022 года, в январе 2023 года было закончено 23 общих трека, а в следующем месяце было сделано микширование.
17 августа 2023 года в газете Hackney Gazette появилось объявление о выходе альбома, в котором упоминались названия нескольких песен Rolling Stones и демонстрировался логотип группы в виде языка. 22 августа в социальных сетях появились новые работы Паулины Альмиры, а Universal Music Group запустила сайт, посвященный релизу, на котором шел обратный отсчет времени и предлагались вопросы группе. 29 августа группа разместила ссылки на этот сайт в своих социальных сетях и показала фотографии своего логотипа в виде губ, спроецированного на различные памятники по всему миру. Эти проекции продолжались до 2 сентября , когда группа показала короткий фрагмент песни «Angry» на сайте dontgetangrywithme.com, который отличался нестабильностью и частыми ошибками, которые некоторые восприняли как намеренные . 4 сентября было официально объявлено о выходе альбома, а также о планах проведения прямой трансляции с телеведущим Джимми Фэллоном, где будет раскрыта дополнительная информация и презентован лид-сингл. 6 сентября на официальном канале Rolling Stones на YouTube состоялась прямая трансляция, съемки которой проходили в лондонском театре Hackney Empire. Фэллон взял интервью у группы, раскрыл трек-лист альбома и дату его выхода, намекнул на приглашенных музыкантов, а также ответил на вопросы, присланные поклонниками. После окончания интервью состоялась премьера клипа на песню «Angry», в котором актрису Сидни Суини везут по Лос-Анджелесу в красном кабриолете, а участники группы поют ей с больших рекламных щитов по пути следования.
Вскоре после объявления в газете, подразумевающего выпуск этого альбома, 12 песен были зарегистрированы в Американском обществе композиторов, авторов и издателей под именами Джаггер — Ричардс, причем три композиции были написаны в соавторстве с Эндрю Уоттом. Окончательный трек-лист был опубликован 6 сентября и включал «Rolling Stone Blues», песню Мадди Уотерса, давшую название их группе; ранее они не исполняли её ни на одном релизе.

## Отзывы
| Совокупная оценка   | Совокупная оценка |
| Источник            | Оценка            |
| ------------------- | ----------------- |
| AnyDecentMusic?     | 7.8/10            |
| Metacritic          | 78/100            |
| Оценки критиков     |                   |
| Источник            | Оценка            |
| Classic Rock        | [ 28 ]            |
| The Daily Telegraph | [ 29 ]            |
| Evening Standard    | [ 30 ]            |
| Financial Times     | [ 31 ]            |
| The Independent     | [ 32 ]            |
| Irish Examiner      | [ 33 ]            |
| Irish Times         | [ 34 ]            |
| RTÉ                 | [ 35 ]            |
| The Scotsman        | [ 36 ]            |
| The Times           | [ 37 ]            |

По данным агрегатора рецензий Metacritic Hackney Diamonds получил «в целом благоприятные отзывы» на основании средневзвешенного балла 78 из 100, полученного от 14 критиков. Некоторые критики признали этот альбом лучшим за последние десятилетия.
Перед анонсом альбома Уилл Ходжкинсон, главный рок- и поп-критик газеты The Times, получил ранний доступ к его полному изданию. Ходжкинсон отметил, что Hackney Diamonds «звучит как совокупность всего того, что делает Stones великими» и является «бесспорно, лучшим альбомом Stones со времен Some Girls (1978)». Позже, ближе к дате выхода альбома, он опубликовал вторую рецензию и поставил Hackney Diamonds 5 из 5 звезд, назвав его «радостным от начала до конца, потому что он напоминает нам о том, что мы любим в Stones, и при этом звучит так, будто принадлежит современной эпохе». Родственное издание The Sunday Times опубликовало разбор треков Дэном Кэрнсом, проведя параллели со многими альбомами группы, особенно 1970-х годов.
В журнале The Arts Desk Тим Камминг поставил этому альбому 5 из 5 звезд за то, что это «45 концентрированных минут пика уровня Rolling Stones, бравурное исполнение, выигрывающее от уровня концентрации и детализации, которые группа под руководством продюсера Эндрю Уоттса привносит в альбом», и отметил, что «чувствуется, что впервые за долгое время Мик и Кит выполняют одну и ту же миссию». Алан Вудхаус из журнала The Big Issue написал, что «впечатление от этой пластинки такое, что она производит сильное ощущение цели» и что включение кавера Мадди Уотерса может послужить завершению карьеры группы. Иэн Фортнам, написавший для Classic Rock, дал этому релизу 4,5 звезды из 5, отметив, что группа «не выпускала столь квинтэссенциального альбома Stonesy уже 40 лет», а этот альбом «оставляет слушателя голодным до большего». Нил Маккормик из The Daily Telegraph дал этому альбому 5 звезд из 5, охарактеризовав его как «буйную и грязную классику современного рока» и отметив, что группа так же хороша, как в 1970-е годы. Мартин Робинсон, автор Evening Standard, назвал этот альбом «отличным набором песен, в которых есть некая приземленная и грязная ярость, которая кажется идеальной сейчас», а также достойными похвалы балладами; он поставил ему 4 из 5 звезд. Людовик Хантер-Тилни из The Financial Times поставил этому релизу 4 из 5 звезд, написав, что «вопреки ожиданиям, переход от стадиона к студии был осуществлен». Алексис Петридис из The Guardian поставил этому альбому 4 из 5 звезд и отметил заслуги Эндрю Уотта, написав, что музыка «предполагает присутствие человека, который знает, как делать современные хиты, а в производстве присутствует легкий современный блеск, который не позволяет ему звучать как решительное воссоздание прошлого Stones». В газете The Independent Марк Бомонт поставил Hackney Diamonds 4 из 5 звезд, отметив, что гитаристы группы звучат молодо и жизненно, а сочетание приглашенных звезд поп-музыки старшего поколения придает этому релизу «ощущение завершения карьеры».
В журнале AARP: The Magazine Эдна Гандерсен назвала этот альбом лучшим альбомом Rolling Stones со времен Tattoo You 1981 года, отчасти благодаря приглашенным звездам. Джослин Новек из Associated Press подчеркнула, что этот альбом продолжает тусовочные вибрации музыки Stones. Клэр Харви в The Australian назвала этот альбом «поразительно хорошим», особенно для столь позднего периода карьеры группы. Jonah Kreuger из Consequence of Sound считает этот альбом третьим в серии альбомов, возвращающих группу к блюз-роковым корням, с музыкой, которая является «солидной, если и несущественной», он также критикует «сверхъестественную гладкость» записи и рекомендует, чтобы музыка группы звучала лучше с меньшей студийной полировкой, но также отмечает, что на нескольких избранных фрагментах присутствует «подлинное волнение». Джексон Максвелл из журнала Guitar World высоко оценил взаимодействие гитаристов Кита Ричардса и Ронни Вуда, а также выбор Ричардсом винтажного музыкального оборудования для записи; по его мнению, это лучшая гитарная работа группы за последние десятилетия. В журнале Hot Press Пэт Карти дал пространную рецензию, сравнив эту работу с несколькими предыдущими альбомами группы, и резюмировал: «И величайшая рок-н-ролльная группа в мире все еще там, на Hackney Diamonds? Да, вопреки всем разумным прогнозам, это так. Лучшая ли это пластинка Rolling Stones со времен…? Возможно, она лучшая со времен Talk Is Cheap (1988) Кита Ричардса, величайшей пластинки Rolling Stones, которой никогда не было, а это уже кое-что. Старые боги все еще с нами».
Эд Пауэр из Irish Examiner назвал эту работу «чрезвычайно приятным поздним карьерным подъемом Мика Джаггера и его банды» и «громким, пышным и похотливым напоминанием о том, что на полном ходу никто так не сотрясает фундамент, как Stones», за что получил 4 из 5 звезд. Джон Мигер из Irish Independent написал, что Уотт «эффектно пробудил моджо группы». Тони Клейтон-Леа из Irish Times оценил эту работу в 4 из 5 звезд, написав, что качество музыки высокое, особенно для столь глубокого периода карьеры группы, но при этом отметив, что «несколько песен здесь заезжены». Майкал Вуд написал в Los Angeles Times, что «в песнях смешаны те же ингредиенты, которые Стоунз использовали с самого начала — блюз, рок, соул, кантри, госпел — но они более плотные и пробивные, чем на любом из предыдущих LP группы поздней эпохи», и что музыка более запоминающаяся, чем их последние релизы. Майкл Эллиотт из No Depression назвал звездой альбома вокалиста Мика Джаггера, который «усмехается, рычит и вытягивает слоги, чтобы донести свою точку зрения». Грейсон Хавер Каррин, написавший для Pitchfork Media, дал этому альбому 4,5 балла из 10, заявив, что «эти титаны индустрии неуклюже пытаются соответствовать своему имиджу, а не возрасту», и что некоторые треки «звучат… как будто Eagles пытаются быть безвкусными» и «как реклама рекламных мест, песни, предназначенные для продажи, чтобы продать что-то еще».
Дэвид Браун из журнала Rolling Stone заявил, что этот альбом достоин многократного прослушивания, и высоко оценил игру Стива Джордана на барабанах, а также тот факт, что у группы актуальные тексты без «позднего жизненного самоанализа, который можно услышать на последних пластинках некоторых коллег Stones». Алан Корр, написавший для RTÉ, дал альбому 4 звезды из 5, отметив, что это «не новинка» и лучший их альбом за последние десятилетия. Онлайн-журнал Salon опубликовал рецензию Кеннета Вомака, который назвал эту музыку «чистым рок-н-роллом», который мог бы послужить подходящим финальным альбомом. Джереми Уайногрэд из Slant Magazine написал, что «хрустящие, бумкающие барабаны, цепляющие припевы и живой вокал имеют радио-готовность, не чувствуя при этом принуждения или компрометации основных черт Stones», и что Уотту удалось исследовать «давно дремлющие уголки своего непревзойденного стилистического диапазона». Крис ДеВилль из Stereogum назвал этот альбом хорошим и «действительно приятным» релизом. Майкл Галлуччи из журнала Ultimate Classic Rock отметил, что благодаря успеху Blue & Lonesome группе «нечего и, впервые за последние десятилетия, есть что доказывать» на этом альбоме, продолжив, что «они готовы к этому событию, представив свой самый самоотверженный набор песен и выступлений за последние годы». Джем Асвад из Variety назвал этот альбом «самой живой работой The Rolling Stones за последние 40 лет», отдав должное продюсеру Эндрю Уотту, а также гитаристам группы. Марк Ричардсон в Wall Street Journal назвал этот релиз «по-настоящему свежим» и высоко оценил инновационное микширование и звучание, отличающее его от предыдущих альбомов Stones.
За несколько дней до выхода альбома Spin опубликовал рейтинг студийных альбомов Stones, поместив его на 17 место из 24.

## Коммерческий успех
4 ноября 2023 года альбом дебютировал на третьем месте американского хит-парада Billboard 200, где группа The Rolling Stones тем самым увеличила свой же и общий рекорд чарта — это их 38-й альбом в Топ-10 в США.

## Список композиций
Слова и музыка всех песен — Джаггер — Ричардс, кроме указанных.
| №   | Название                 | Автор(ы)                      | Длительность |
| --- | ------------------------ | ----------------------------- | ------------ |
| 1.  | «Angry» ()               | Джаггер — Ричардс, Эндрю Уотт | 3:46         |
| 2.  | «Get Close»              | Джаггер — Ричардс, Уотт       |              |
| 3.  | «Depending On You»       | Джаггер — Ричардс, Уотт       |              |
| 4.  | «Bite My Head Off»       |                               |              |
| 5.  | «Whole Wide World»       |                               |              |
| 6.  | «Dreamy Skies»           |                               |              |
| 7.  | «Mess It Up»             |                               |              |
| 8.  | «Live by the Sword»      |                               |              |
| 9.  | «Driving Me Too Hard»    |                               |              |
| 10. | «Tell Me Straight»       |                               |              |
| 11. | «Sweet Sounds of Heaven» |                               |              |
| 12. | «Rolling Stone Blues»    | Мадди Уотерс                  |              |

## Персонал
The Rolling Stones
- Мик Джаггер — ведущий вокал, губная гармошка
- Кит Ричардс — гитара
- Чарли Уоттс (1941—2021) — ударные на	«Mess It Up» и «Live by the Sword»
- Ронни Вуд — гитара

Приглашенные музыканты
- Мэтт Клиффорд — клавишные[62]
- Стив Джордан[англ.] — ударные
- Элтон Джон[63]
- Леди Гага — вокал на «Sweet Sounds of Heaven»[64]
- Дэррил Джонс — бас-гитара[65]
- Пол Маккартни — бас-гитара на «Bite My Head Off»
- Стиви Уандер — клавишные на «Sweet Sounds of Heaven»[3]
- Билл Уаймен — бас-гитара на «Live by the Sword»
- Эндрю Уотт[англ.] — продюсер
- Дон Уаз[англ.] — продюсер

## Чарты
| Чарт (2023)                          | Высшая позиция |
| ------------------------------------ | -------------- |
| Австралия (ARIA)                     | 1              |
| Австрия (Ö3 Austria)                 | 1              |
| Бельгия/Фландрия (Ultratop)          | 1              |
| Бельгия/Валлония (Ultratop)          | 1              |
| Канада (Canadian Albums Chart)       | 8              |
| Чехия (ČNS IFPI)                     | 2              |
| Нидерланды (Album Top 100)           | 1              |
| Финляндия (Suomen virallinen lista)  | 3              |
| Германия (Offizielle Top 100)        | 1              |
| Греция (IFPI Greece)                 | 2              |
| Исландия (Plötutíðindi)              | 1              |
| Ирландия (IRMA)                      | 1              |
| Италия (FIMI)                        | 2              |
| Япония (Oricon)                      | 6              |
| Япония (Digital Albums, Oricon)      | 3              |
| Япония (Hot Albums, Billboard Japan) | 4              |
| Новая Зеландия (RMNZ)                | 1              |
| Норвегия (VG-lista)                  | 1              |
| Шотландия (Scottish Albums Chart)    | 1              |
| Швеция (Sverigetopplistan)           | 1              |
| Швейцария (Schweizer Hitparade)      | 1              |
| Великобритания (UK Albums Chart)     | 1              |
| США (Billboard 200)                  | 3              |
| США (Billboard Top Rock Albums)      | 2              |

## Сертификации
| Регион                                                                      | Сертификация | Продажи |
| --------------------------------------------------------------------------- | ------------ | ------- |
| Австрия (IFPI Austria)                                                      | Платиновый   | 15 000  |
| Франция (SNEP)                                                              | Золотой      | 50 000  |
| Германия (BVMI)                                                             | Золотой      | 75 000  |
| Нидерланды (NVPI)                                                           | Золотой      | 20 000  |
| Польша (ZPAV)                                                               | Золотой      | 10 000  |
| Великобритания (BPI)                                                        | Золотой      | 100 000 |
| Данные о продажах + прослушиваниях приведены только на основе сертификации. |              |         |